# Dorota Masłowska
Dorota Masłowska (ur. 3 lipca 1983 w Wejherowie) – polska pisarka, dramatopisarka, felietonistka, kompozytorka, piosenkarka, producentka muzyczna; laureatka Nagrody Literackiej „Nike” (2006) za powieść Paw królowej (2005).

## Życiorys
Masłowska urodziła się i dorastała w Wejherowie. Jej ojciec był marynarzem, a matka jest lekarką. Ma o trzy lata starszego brata. W 2002 ukończyła I Liceum Ogólnokształcące im. Króla Jana III Sobieskiego w Wejherowie. Po maturze Masłowska podjęła studia psychologiczne na Uniwersytecie Gdańskim. Następnie przeniosła się do Warszawy, aby studiować kulturoznawstwo na Uniwersytecie Warszawskim. Zamieszkała na Pradze, a potem na Żoliborzu.
Debiutowała w 2000 w konkursie „Dzienniki Polek” zorganizowanym przez miesięcznik „Twój Styl”, zdobywając pierwszą nagrodę. W tym samym roku opublikowała w czasopiśmie literackim „Lampa” opowiadanie Wyprawa na dach wieżowca. W czerwcu 2002 roku otrzymała pierwsze miejsce w VII edycji konkursu poetyckiego „O Złote Pióro Sopotu”.
Dorota Masłowska należy do Stowarzyszenia Unia Literacka.

### Wojna polsko-ruska pod flagą biało-czerwoną
W trakcie przygotowań do egzaminu dojrzałości intensywnie pracowała nad swoją pierwszą powieścią. Tekst powieści został ukończony 13 czerwca 2002 roku i pod tytułem Wojna polsko-ruska pod flagą biało-czerwoną ukazał się w drugiej połowie tego samego roku nakładem wydawnictwa Lampa i Iskra Boża.
Powieść była promowana jako „pierwsza polska powieść dresiarska” – jej głównym bohaterem jest, należący do tego środowiska, Silny. Debiut spotkał się z bardzo przychylnymi recenzjami Jerzego Pilcha i Marcina Świetlickiego oraz promocją Roberta Leszczyńskiego w programie Idol i stał się bestsellerem wydawniczym (do końca 2002 roku sprzedano około 40 tys. egzemplarzy), wywołał jednak również wiele kontrowersji. Wojna... przyniosła autorce Paszport „Polityki” w kategorii literatura za „oryginalne spojrzenie na polską rzeczywistość oraz twórcze wykorzystanie języka pospolitego” oraz finał Nagrody Literackiej Nike 2003. Powieść została przetłumaczona na kilka języków europejskich. Debiut Masłowskiej przyniósł wydawnictwu znaczne zyski, które pozwoliły na dalsze wydawanie czasopisma „Lampa”.

### Paw królowej
W 2005 ukazała się druga powieść Masłowskiej, Paw królowej (wydawnictwo Lampa i Iskra Boża), która podzieliła krytyków. Zarzucano jej, że kipi cynizmem, epatuje brzydotą i głupotą, zraża agresywnym językiem, brakiem spójnej fabuły (Marta Sawicka, „Wprost”), pisano też jednak, że nowa powieść nie gorzej jest napisana niż tamta, stara. I równie desperacka, i równie jadowita (Marek Zaleski, „Tygodnik Powszechny”). Paw Królowej napisany jest rymowaną prozą stylizowaną na piosenkę hip-hopową, w której Masłowska naśladuje i parodiuje współczesną polszczyznę potoczną. Podobnie jak Wojna... Paw królowej zawiera bardzo krytyczny obraz współczesnej polskiej rzeczywistości. Powieść otrzymała Nagrodę Literacką Nike 2006.

### Utwory dramatyczne
W 2006 Masłowska opublikowała swój debiutancki dramat – Dwoje biednych Rumunów mówiących po polsku (również wydawnictwo Lampa i Iskra Boża), który został zaprezentowany publiczności w formie próby czytanej w TR Warszawa (dawniej Teatr Rozmaitości) w reżyserii Przemysława Wojcieszka. Według autorki sztuka opowiada o dwojgu młodych ludzi, którzy wpychają się kierowcom do samochodów, twierdząc że są bardzo biednymi Rumunami mówiącymi po polsku. Pierwsza część tekstu to ich amok i maligna, druga to nagłe przebudzenie gdzieś w środku Polski, nagła samotność, obcość i rozpoczynająca się między nimi psychiczna walka na śmierć i życie.
31 października 2008 roku ukazał się jej drugi dramat pt. Między nami dobrze jest. Bohaterki – trzy kobiety z różnych pokoleń – nie mogą znaleźć wspólnego języka i płaszczyzny porozumienia, ponieważ żyją tak naprawdę w różnych rzeczywistościach. Justyna Sobolewska określiła sztukę jako makabryczną komedię o Polakach, którzy nie wiedzą, kim są, a może ich w ogóle nie ma. Dramat był wystawiany w 2009 roku również w TR Warszawa, w reżyserii Grzegorza Jarzyny.
Na początku 2009 Masłowska wyjechała do Berlina na roczne stypendium DAAD. Rok później podróżowała do Stanów Zjednoczonych, aby wziąć udział w programie instytucji Ledig House International Writers Residency (kolonii dla pisarzy w miejscowości Omi, w stanie Nowy Jork). Była także gościem na Brooklyn Book Festival.

### Kochanie, zabiłam nasze koty
W 2012 ukazała się trzecia powieść Masłowskiej – Kochanie, zabiłam nasze koty (wydawnictwo Noir sur Blanc). W wywiadzie stwierdziła, że jest to jej najbardziej przemyślana powieść.

### Dusza światowa
Pisarka, dziennikarka i publicystka Agnieszka Drotkiewicz przeprowadziła obszerny wywiad z Dorotą Masłowską, który w 2013 roku wydano w formie książki pod tytułem Dusza światowa.

### Pozostała działalność
Masłowska pisała również felietony do „Przekroju”, publikowane pod tytułem Z krainy pazłotka, oraz recenzje książek do „Wysokich Obcasów” (dodatek do „Gazety Wyborczej”). Od początków swojej twórczości współpracowała też z magazynem „Lampa”.
W 2003 roku nagrała z zespołem Cool Kids of Death dwie piosenki: Słyszałeś i Świat wyszedł z foremki. Wcześniej zakładała różne zespoły muzyczne: Fałszerze Recept (razem z Adamem Wasilkowskim i Patrykiem Mogilnickim), Wściekłość i wrzask czy Pałac Wujka Leszka. Ta ostatnia grupa wydała dwie piosenki: Fryzjerka i Wakacje, które opublikowano w 2005 roku na płycie kompaktowej dołączonej do czasopisma „Lampa”.
Na zaproszenie organizatorów festiwalu Warszawskie Spotkania Teatralne prowadziła w kwietniu 2011 roku blog pt. Tramwaj zwany teatrem, na którym publikowała recenzje spektakli.
W 2014 roku ukazał się pierwszy własny album muzyczny Masłowskiej (występującej pod pseudonimem „Mister D.”) – Społeczeństwo jest niemiłe. Masłowska śpiewa swoje piosenki, a warstwa instrumentalna jest w pewnym stopniu efektem eksperymentów z programem komputerowym. Debiutantce pomagał doświadczony muzyk – Marcin Macuk, wspierali ją także inni znajomi. Płytę promował koncert, na którym wystąpiła wraz ze wspomnianym Macukiem, Kubą Wandachowiczem, Piotrem Gwaderą i Magdą Staroszczyk. Premierę albumu poprzedzała prezentacja utworu Chleb w serwisie SoundCloud, piosenka po kilku tygodniach od ukazania się płyty zyskała na popularności dzięki udostępnieniu na platformie YouTube teledysku, głośnego po części za sprawą powierzenia jednej z pierwszoplanowych ról modelce Anji Rubik. Popularny stał się także utwór Hajs, dla którego stworzono teledysk promujący film Hardkor Disko w reżyserii Krzysztofa Skoniecznego.
We wrześniu 2020 została dziennikarką internetowej rozgłośni newonce.radio.

## Życie prywatne
Była związana z literatem i pisarzem Kazimierzem Malinowskim, z którym ma córkę Malinę (ur. 2004). W późniejszym czasie spotykała się z aktorem Erykiem Lubosem. Deklaruje się jako ateistka.

## Dyskografia
Albumy studyjne
| Rok  | Dane dot. albumu | Pozycja na liście |
| Rok  | Dane dot. albumu | POL               |
| ---- | --- | ----------------- |
| 2014 | Społeczeństwo jest niemiłe (jako Mister D.) - Data: 24 marca 2014 - Wydawca: Galeria Raster - Format: CD, digital download | 9                 |
| 2023 | Wolne (jako Dorota) - Data: 21 kwietnia 2023 - Wydawca: SBM A - Format: CD, digital download                               | 46                |

### Single
| Rok  | Tytuł                      | Album                      |
| ---- | -------------------------- | -------------------------- |
| 2014 | Chleb                      | Społeczeństwo jest niemiłe |
| 2014 | HAJ$                       | Społeczeństwo jest niemiłe |
| 2014 | Ryszard                    | Społeczeństwo jest niemiłe |
| 2014 | Prezydent                  | Społeczeństwo jest niemiłe |
| 2014 | Czarna żorżeta             | Społeczeństwo jest niemiłe |
| 2014 | Tęcza                      | -                          |
| 2015 | Zapach Boga                | Społeczeństwo jest niemiłe |
| 2015 | Społeczeństwo jest niemiłe | Społeczeństwo jest niemiłe |
| 2016 | Żona piłkarza              | Społeczeństwo jest niemiłe |
| 2022 | Motyle                     | Wolne                      |
| 2022 | Ojciec                     | Wolne                      |
| 2023 | Weź skręć                  | Wolne                      |
| 2023 | Gadżety                    | Wolne                      |

## Twórczość
- Wojna polsko-ruska pod flagą biało-czerwoną – powieść, Warszawa: Wydawnictwo Lampa i Iskra Boża, 2002, 2003 ISBN 83-86735-79-1.
- Paw królowej – powieść, Warszawa: Wydawnictwo Lampa i Iskra Boża, 2005 ISBN 83-89603-20-9.
- Dwoje biednych Rumunów mówiących po polsku – dramat (opublikowany w antologii nowego dramatu polskiego TR/PL, wydanej przez TR Warszawa, 2006)
- Między nami dobrze jest – dramat, Warszawa: Wydawnictwo Lampa i Iskra Boża, 2008, ISBN 978-83-89603-60-9.
- Kochanie, zabiłam nasze koty – powieść, Warszawa: Noir sur Blanc 2012, ISBN 978-83-7392-393-5.
- Dusza światowa – wywiad z Agnieszką Drotkiewicz, Kraków: Wydawnictwo Literackie 2013, ISBN 978-83-08-05204-4.
- Jak zostałam wiedźmą: opowieść autobiograficzna dla dorosłych i dzieci – powieść, Kraków: Wydawnictwo Literackie, 2014, ISBN 978-83-08-05362-1.
- Więcej niż możesz zjeść: felietony parakulinarne – zbiór felietonów, Warszawa: Noir sur Blanc, ISBN 978-83-7392-519-9.
- Jak przejąć kontrolę nad światem, nie wychodząc z domu – zbiór felietonów, Kraków: Wydawnictwo Literackie, 2017, ISBN 978-83-08-06336-1.
- Inni ludzie – powieść, Kraków: Wydawnictwo Literackie, 2018, ISBN 978-83-08-06510-5.
- Jak przejąć kontrolę nad światem 2 – zbiór felietonów, Kraków: Wydawnictwo Literackie, 2020, ISBN 978-83-08-07044-4.
- Bowie w Warszawie – dramat, Kraków: Wydawnictwo Literackie, 2022, ISBN 978-83-08-07455-8.
- Mam tak samo jak ty – zbiór felietonów, Kraków: Wydawnictwo Literackie, 2023, ISBN 978-83-08-08131-0.
- Magiczna rana – powieść, Kraków: Karakter, 2024, ISBN 978-83-68059-17-5.

## Adaptacje teatralne i filmowe
Dwie powieści Masłowskiej były kilkukrotnie przenoszone na scenę. Spektakle na podstawie Wojny polsko-ruskiej zrealizowali Agnieszka Lipiec-Wróblewska (2003, Teatr Wybrzeże w Gdańsku) i Paweł Niczewski (2005, Piwnica Przy Krypcie w Szczecinie).
Adaptacje Pawia królowej wyreżyserowali: Łukasz Kos (2006, spektakl dyplomowy studentów łódzkiej Filmówki), Jacek Papis (2006, Teatr Wytwórnia w Warszawie), Krzysztof Jaworski (2006, Teatr Ludowy w Krakowie) i Paweł Świątek (2012, Stary Teatr im. Heleny Modrzejewskiej w Krakowie – spektakl w dramaturgii Mateusza Pakuły).
Od 2021 roku w repertuarze Teatru Studio w Warszawie znajduje się adaptacja dramatu Bowie w Warszawie, w reżyserii Marcina Libera.
Adaptację filmową Wojny polsko-ruskiej według scenariusza autorki zrealizował w 2009 roku Xawery Żuławski. W filmie Masłowska zagrała samą siebie.
W 2014 roku Grzegorz Jarzyna przeniósł na ekran własny spektakl teatralny według sztuki Między nami dobrze jest. Film otrzymał nominacje do nagród: „From Poland” na MFF Tofifest 2014 oraz „East of West” na MFF w Karlowych Warach 2015.
W 2020 roku w krakowskim Teatrze BARAKAH powstał spektakl Inni ludzie w adaptacji i reżyserii Macieja Gorczyńskiego. Sztuka otrzymała wiele nagród m.in. za adaptację tekstu i reżyserię dla Macieja Gorczyńskiego oraz za muzykę dla Piotra Korzeniaka i zespołu CUKRY w składzie: Karolina Głogowska, Lena Witkowska, Agnieszka Kocińska w ramach 27. edycji Ogólnopolskiego Konkursu na Wystawienie Polskiej Sztuki Współczesnej (2022).

## Nagrody i nominacje
- Nagroda miesięcznika „Twój Styl” w konkursie Dzienniki Polek (2000)
- Nagroda VII konkursu poetyckiego „O Złote Pióro Sopotu” (2002)[7]
- Paszport „Polityki” (2002)
- finał Nagrody Literackiej Nike 2003 (za Wojnę polsko-ruska pod flagą biało-czerwoną) i wygrana w plebiscycie czytelników[46].
- nominacja do Nagrody Pegaza w kategorii „Literatura”[47] za Wojnę polsko-ruska pod flagą biało-czerwoną.
- Nagroda Literacka Nike 2006 (za Pawia królowej)[48]
- nominacja do Nagrody Literackiej Nike 2009 (za Między nami dobrze jest)[49]
- 2 czerwca 2017 odsłoniła swoją płytę w oświęcimskiej Alei Pisarzy przy Miejskiej Bibliotece Publicznej w Oświęcimiu[50][51].
- nominacja do Nagrody Literackiej Gdynia 2018 (za Jak przejąć kontrolę nad światem, nie wychodząc z domu)[52]
- nominacja do Górnośląskiej Nagrody Literackiej „Juliusz” 2018 (za Jak przejąć kontrolę nad światem, nie wychodząc z domu)[53]
- Nagroda im. Samuela Bogumiła Lindego (2020)[54]
- Paszport „Polityki” w kategorii Kreator Kultury (2022)[55]
- nominacja do Nagrody Literackiej Nike 2024 za zbiór felietonów Mam tak samo jak ty[56]

## Odznaczenia
- Złoty Krzyż Zasługi (2014, za zasługi w pracy twórczej i działalności artystycznej, za osiągnięcia w promowaniu polskiej kultury[57]; dekoracja w 2024[58])
- Brązowy medal „Zasłużony Kulturze Gloria Artis” (2015)[59]